# اسپایدرهد
اسپایدرهد (انگلیسی: Spiderhead) فیلمی آمریکایی در ژانر علمی تخیلی به کارگردانی جوزف کوشینسکی است که در ۲۰۲۲ منتشر شد. فیلم‌نامهٔ این فیلم را رت ریس و پال ورنیک بر پایهٔ داستان کوتاه ویران‌شهری «فرار از اسپایدر هد» نوشتهٔ جورج ساندرز به نگارش درآورده‌اند. در این فیلم کریس همسورث، مایلز تلر و جرنی اسمالت به ایفای نقش پرداخته‌اند. مراحل تصویربرداری این پروژه در سال ۲۰۲۰ و در استرالیا به طول انجامید.
اسپایدرهد در ۱۱ ژوئن ۲۰۲۲ در سیدنی به نمایش درآمد و در ۱۷ ژوئن در نتفلیکس منتشر شد. این فیلم نقدهای ضد و نقیضی را از طرف منتقدان دریافت کرده‌است.

## داستان
اسپایدرهد یک ندامتگاه پیشرفته است که اثرات مواد شیمیایی تحقیقاتی را آزمایش می‌کند. آزمودنی‌ها، از نظر فنی زندانیان ایالتی، داوطلبان این پروژه هستند که هدف آن کاهش زمان محکومیت آنهاست. این برنامه توسط شخصی دلسوز و مهمان‌نواز به نام استیو آبنستی (کریس همسورث) به همراه دستیارش مارک نظارت می‌شود. زندانیان اتاق‌های خود را دارند، کارهای خانه را انجام می‌دهند و بدون نظارت نگهبان آزادانه تردد می‌کنند. آزمودنی‌ها آزمایش‌های روزانهٔ داروهای مختلف را انجام می‌دهند، که همگی احساسات و درک ایشان از محیط اطرافشان را تغییر می‌دهد.
یک زندانی به نام جف (مایلز تلر) که هنوز از کشتن دوستش در حالت مستی در حین رانندگی رنج می‌برد، دارویی با عنوان «N-40» دریافت می‌کند، یک «داروی عشق»، که حواس او را مخدوش کرده و او را به رابطهٔ جنسی با دو تن از همبندانش سوق می‌دهد. استیو از او می‌خواهد که داروی دارکن‌فلاکس (Darkenfloxx) را انتخاب کند، دارویی که باعث درد شدید جسمی و روانی می‌شود. او از انتخاب خودداری می‌کند و ادعا می‌کند که در پی از بین رفتن اثرات داروی عشق، چیز خاصی را برای این خانم‌ها احساس نمی‌کند.
روز بعد، استیو به او می‌گوید که افرادی از مقام‌های «بالاتر» برای او انتخاب کرده‌اند که به هدر کوچک‌ترین فرد از این دو زن، باید دوز دارکن‌فلاکس تزریق شود، که فقط ۵ دقیقه طول می‌کشد. جف با اکراه موافقت می‌کند، و در کمال وحشت، هدر در حالی که زیر تأثیر دارکن‌فلاکس بود، پس از آسیب رساندن به موبی‌پک خود، دستگاهی که داروها را مدیریت می‌کند، خودکشی می‌کند. وقتی که استیو با عجله از اتاق پروجکشن خارج می‌شود، کلیدهایش را اشتباهاً می‌اندازد. جف محفظهٔ میز استیو را باز می‌کند و متوجه می‌شود که هیچ مقام «بالاتری» وجود ندارد: زندان توسط شرکت داروسازی آبنستی اداره می‌شود و داروها از روی کارت‌های بینگو نامگذاری شده‌اند.
استیو و جف با هم یک داروی خنده را دریافت می‌کنند، زیرا استیو همچنین یک موبی‌پک به خودش نصب کرده‌است. استیو به جف می‌گوید که پدرش او را در کودکی رها کرده‌است. جف به لیزی (جرنی اسمالت)، یک زندانی که با او نزدیک است، اعتراف می‌کند که نه تنها دوستش را در تصادف رانندگی کشته، بلکه دوست دخترش را نیز کشته‌است. لیزی او را در آغوش می‌گیرد و آنها را می‌بوسند. استیو متوجه احساسات جف نسبت به لیزی می‌شود. مارک نسبت به انگیزه‌های استیو مشکوک می‌شود و جف با او روبرو می‌شود.
هنگامی که استیو از جف می‌خواهد دارکن‌فلاکس را به لیزی تجویز کند، جف کنترل موبی‌پک استیو را به دست می‌گیرد و او را مجبور می‌کند تا بپذیرد که هدف واقعی برنامه آزمایش یک داروی سازگار، با نام «B-6» است. سایر داروها صرفاً یک پروژه جانبی هستند که برای آزمایش نهایی «B-6» مورد استفاده قرار می‌گیرند: اینکه آیا آنها فقط با یک دستور واقعاً به عشق خود آسیب می‌رساند یا خیر. در تمام مدتی که زندانیان به آزمایش‌های مختلف رضایت داده‌اند، واقعاً تحت تأثیر داروی اطاعت بوده‌اند. با نزدیک شدن مارک و پلیس به جزیره، استیو با هواپیمای شناور خود فرار می‌کند، زیرا جف و لیزی تلاش می‌کنند تا از همبندان خود که دستور گرفته‌اند آنها را دستگیر کنند، پیشی بگیرند. استیو در بالای موبی‌پک آسیب دیده خود، با خوشحالی هواپیمای شناور خود را در حالی که جف و لیزی با یک قایق موتوری از اسپایدرهد دور می‌شوند، به کوه می‌زند. در یک صدا، جف اظهار می‌کند بخششِ خود، امری است که باید توسط خود فرد انتخاب شود و روی آن کار کرد.

## بازیگران
- کریس همسورث در نقش استیو آبنستی
- مایلز تلر در نقش جف
- جرنی اسمالت در نقش لیزی
- مارک پاگویو در نقش مارک ورلین
- تس هابریچ در نقش هدر
- آنجی میلیکان در نقش سارا
- استیون تونگون در نقش ری
- دنیل ریدر در نقش رایان
- سم دلیچ در نقش آدام
- به‌به بتنکورت در نقش اما
- جوی ویرا در نقش میگل
- ران اسمیک در نقش دیو
- ناتان جونز در نقش روگان

## تولید

### توسعه
«فرار از اسپایدرهد» اولین بار در نیویورکر در سال ۲۰۱۰ و در مجموعه داستان‌های کوتاه جورج ساندرز نویسنده در داستان دهم دسامبر منتشر شد. در فوریه ۲۰۱۹ اعلام شد که قرار است یک فیلم اقتباسی با جوزف کوشینسکی از روی فیلمنامهٔ رت ریس ساخته شود و توسط پل ورنیک کارگردانی شود. کریس همسورث، مایلز تلر و جرنی اسمولت در سپتامبر ۲۰۲۰ به بازیگران پیوستند.

### فیلمبرداری

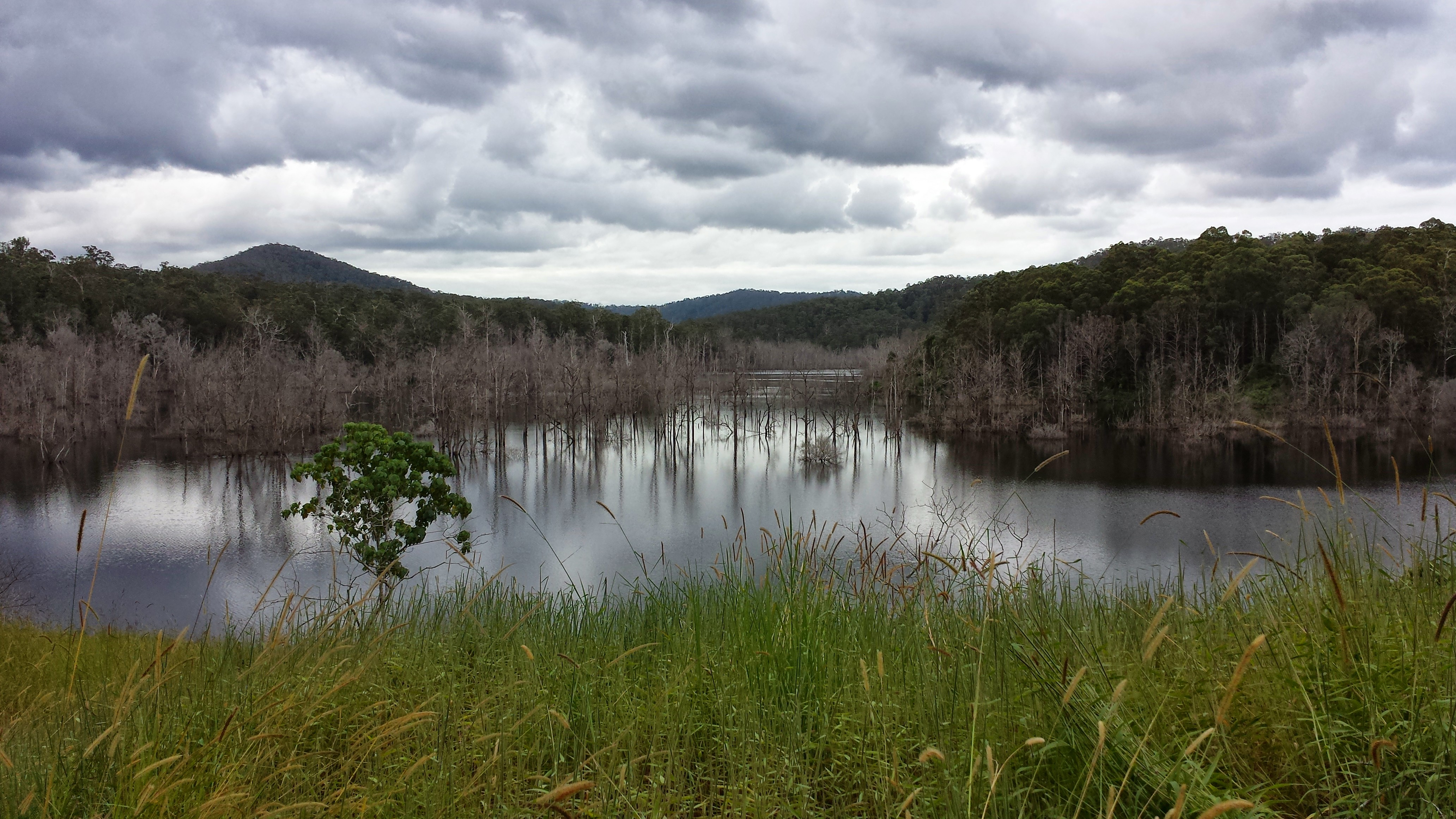
فیلمبرداری در سد هینزه در کوئینزلند استرالیا انجام شد

تصویربرداری اصلی در اوایل نوامبر ۲۰۲۰ در کوئینزلند، استرالیا، در نوامبر ۲۰۲۰ برای تقویت اقتصاد ملی در طول دنیاگیری کووید-۱۹ پس از سرمایه‌گذاری ۲۱٫۵۸ میلیون دلار استرالیا از سوی دولت استرالیا، مشترک با تولید تکه‌هایی از او آغاز شد. نخست‌وزیر کوئینزلند گفت که این تولید ۳۶۰ شغل محلی ایجاد کرد و ارزشی در حدود ۴۷ میلیون دلار استرالیا برای اقتصاد محلی داشته‌است.
مکان‌های فیلمبرداری شامل گلد کوست، دارلینگتون، و همچنین مقصد توریستی محبوب جزایر ویتساندی بود. تهیه‌کننده تامی هارپر در مورد مکان‌ها اظهار داشت: «نکته مهم این منطقه این است که می‌توانید در ساحل باشید، می‌توانید کارهای آبی انجام دهید، می‌توانید در صحرا باشید، می‌توانید در کشور باشید و احساس کنید در تگزاس هستید. شما حتی می‌توانید در یک جنگل بارانی باشید و احساس کنید که در هاوایی هستید. اسکرین کوئینزلند از سد هینزه و دره تاله‌بودگرا به عنوان مکان‌های فیلمبرداری نام برد.

## مضامین
داستان کوتاه اصلی «فرار از اسپایدرهد»، منتشر شده در نیویورکر در سال ۲۰۱۰، حاوی مضامین آموزشی است که در آثار نویسنده جورج ساندرز رایج است، از جمله نقش کار و ناامیدی در جامعه.

## انتشار
تد سارانوس، مدیر اجرایی و مدیر ارشد محتوای نتفلیکس، در یک ویدئو و نامه به سهامداران خود در آوریل ۲۰۲۱ تأیید کرد که انتظار می‌رود این فیلم در چهارمین فصل سال ۲۰۲۱ نمایش داده شود. در آوریل ۲۰۲۲، اکران فیلم در ۱۷ ژوئن ۲۰۲۲ تأیید شد. مراسم افتتاحیهٔ این فیلم در ۱۱ ژوئن ۲۰۲۲ در سیدنی، استرالیا برگزار شد.

## بازخورد
در وبگاه جمع‌آوری نقد راتن تومیتوز، ٪۴۴ از ۹۹ بررسی منتقدان مثبت است و میانگینِ امتیاز آن ۵٫۵/۱۰ است. اجماع این وبگاه چنین می‌نویسد: «بازیگران درجهٔ یک و منبع اصلی خوب نگاشته‌شدهٔ اسپایدرهد تقریباً برای جبران شکست مکرر آن در برآورده کردن پتانسیل خود کافی است.» این فیلم در متاکریتیک که از میانگین وزنی استفاده می‌کند، بر اساس نظر ۳۱ منتقدین امتیاز ۵۴ از ۱۰۰ را کسب کرده که نشان‌گر «نقدهای مختلط یا متوسط» است.